# Башчанская плита

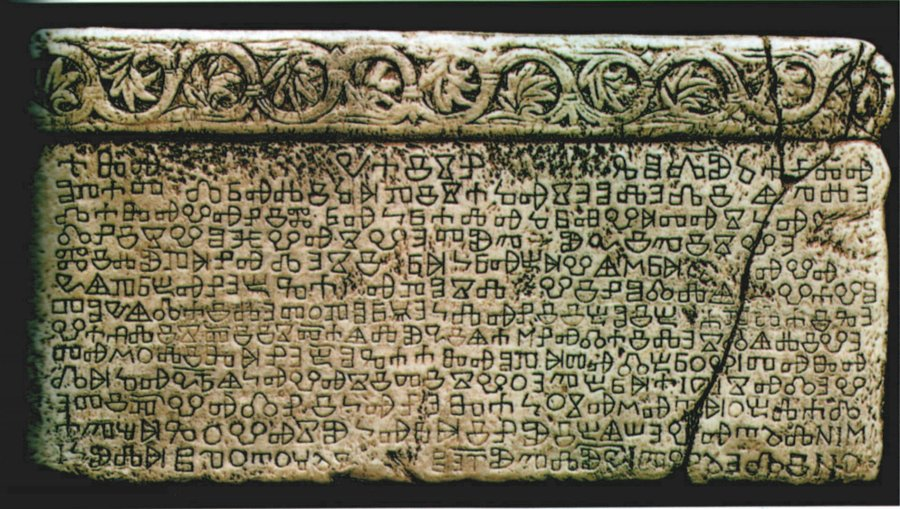
Башчанская плита

Башчанская плита (хорв. Bašćanska ploča) — один из старейших памятников хорватской письменности, и один из старейших и наиболее значительных из сохранившихся глаголических памятников. Датируется рубежом XI и XII веков.
Плита была найдена в 1851 году при раскопках в романской церкви святой Луции в деревне Юрандвор рядом с посёлком Башка в южной части острова Крк. С 1934 года плита хранится в Хорватской Академии науки и культуры в Загребе, в церкви святой Луции помещена точная копия.

## Описание

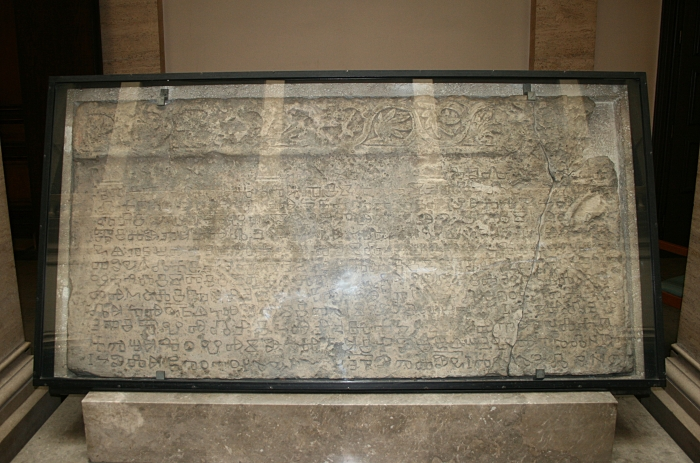
Башчанская плита, выставленная в Хорватской Академии науки и культуры

Каменная плита содержит надпись, текст которой гласит о пожертвовании королём Дмитаром Звонимиром участка земли бенедиктинскому аббатству под управлением аббата Држихи. Надпись содержит 13 строк, хорошо сохранилась. Два фрагмента плиты в правой части были найдены отколотыми от основной плиты, но также сохранили выбитый текст. Башчанская надпись выполнена глаголицей, содержит ряд характерных особенностей хорватского извода церковнославянского языка. Башчанская плита — единственный сохранившийся образец переходного типа глаголического алфавита от «круглого» (болгарско-македонского) к «угловатому» (хорватскому).
Башчанская надпись — старейший из сохранившихся письменных источников, где упомянуто прилагательное «хорватский» на хорватском языке. Существует несколько более древних хорватско-глаголических надписей (Пломинская плита, Валунская плита и Кркская надпись датируются XI веком), но они уступают Башчанской плите объёмом и сохранностью. Надпись выполнена хорватским изводом церковнославянского языка и считается одним из древнейших свидетельств периода зарождения собственно хорватского языка.
Текст башчанской надписи изображён на аверсе банкноты в 100 кун вместе с портретом Ивана Мажуранича.

## Текст

### Оригинальный текст
ⰰⰸⱏ–––––ⱌⰰⰻⱄⱀⰰ––ⱅⰰⰳⱁⰴⱆⱈⰰⰰⰸⱏ

ⱁⱂⰰⱅ–ⰴⱃⱏⰶⰻⱈⱝⱂⰻⱄⰰⱈⱏⱄⰵⱁⰾⰵⰴⰻⱑⱓⰶⰵ

ⰴⰰⰸⱏⰲⱏⱀⰻⰿⱃⱏⰽⱃⰰⰾⱏⱈⱃⱏⰲⱝⱅⱏⱄⰽⱏ–––

ⰴⱀⰻⱄⰲⱁⱗⰲⱏⱄⰲⰵⱅⱆⱓⰾⱆⱌⰻⱓⰻⱄⰲⰵ––

ⰿⰻⰶⱆⱂⱝⱀⱏⰴⰵⱄⰻ–ⱃⱝⰽⱃⱏⰱⱝⰲⱑⰿⱃⱝ–––ⱏⰲ––

ⱌⱑⱂⱃⰱⱏⱀⰵⰱⰳⰰ–ⱏⱂⱁⱄⰾ–ⰲⰻⱀⱁⰴⰾⱑ––ⰲⰰⰲⱁ

ⱅⱁⱌⱑⰴⰰⰻⰶⰵⱅⱉⱂⱁⱃⱒⰵⰽⰾⱏⱀⰻⰻⰱⱁⰻⰱ–ⰰⱀⰾⰰⰻⰳⰵ

ⰲⰰⰼⰾⰻⱄⱅ҃ⰻⰻⱄⱅ҃ⰰⱑⰾⱆⱌⰻⱑⰰⱞⱀⱏⰴⰰⰻⰾⰵⱄⰴⱑⰶⰻⰲⰵ

ⱅⱏⱞⱉⰾⰻⰸⱝⱀⰵⰱ҃ⱁⰳⰰⰰⰸⱏⱁⱀⱝⱅⱏⰴⰱⱃⱉⰲⱜⱅⱏⰸⱏ

ⰴⱝⱈⱏⱌⱃ꙯ⱑⰽⱏⰲⱏⱄⰻⱅⰻⱄⰲⱉⰵⱓⰱⱃⱝⰰⱜⱓⱄⱏⰴⰵⰲ

ⰵⱅⰻⱓⰲⱏⰴⱀⰻⰽⱏⱀⰵⰸⰰⰽⱉⱄⱏⱞⱏⱅⱝⱉⰱⰾⰰⰾ

ⰰⱓⱋⱝⰳⱉⰲⱏⱄⱆⰽⱏⱃⱝⰻⱀⱆⰻⰱⱑⱎⰵⰲⱏⱅⱏⰾNⱜⱞ

ⱜⰽⱆⰾⱝⰲⱏⱉтⱉⱒⱍ–––ⰲⰵт꙯ⱆⱓⰾⱆⱌ꙯ⱜⱓⰲⱏⰵⰾⰻNⱉ

### Транслитерация на латиницу
1. A[ZЪ VЪ IME O]TCA I S(I)NA [I S](VE)TAGO DUHA AZЪ
2. OPAT[Ъ] DRŽIHA PISAHЪ SE O LEDI[N]Ě JuŽE
3. DA ZЪVЪNIM[I]RЪ KRALЪ HRЪVATЪSKЪÏ [VЪ]
4. DNI SVOJĘ VЪ SVETUJu LUCIJu I S[VEDO]-
5. MI ŽUPANЪ DESIMRA KRЪ[BA]VĚ MRA[TIN]Ъ VЪ L(I)-
6. CĚ PR(I)BЪNEBŽA [S]Ъ POSL[Ъ] VIN[OD](O)LĚ [ĚK](O)VЪ V(Ъ) O-
7. TOCĚ DA IŽE TO POREČE KLЪNI I BO(G) I BÏ(=12) AP(OSTO)LA I G(=4) E-
8. VA(N)J(E)LISTI I S(VE)TAĚ LUCIĚ AM(E)NЪ DA IŽE SDĚ ŽIVE-
9. TЪ MOLI ZA NE BOGA AZЪ OPATЪ D(O)BROVITЪ ZЪ-
10. DAH CRĚKЪVЪ SIJu I SVOEJu BRATIJu SЪ DEV-
11. ETIJu VЪ DNI KЪNEZA KOSЪМЪTA OBLAD-
12. AJuĆAGO VЪSU KЪRAINU I BĚŠE VЪ TЪ DNI M-
13. IKULA VЪ OTOČЪCI [SЪ S]VETUJu LUCIJu VЪ EDINO

### Текст на современном хорватском
1. Ja, u ime Oca i Sina i Svetoga Duha. Ja
2. opat Držiha pisah ovo o ledini koju
3. dade Zvonimir, kralj hrvatski u
4. dane svoje svetoj Luciji. Svjedoče
5. mi župan Desimir u Krbavi, Martin u Li-
6. ci, Piribineg u Vinodolu i Jakov na o-
7. toku. Da tko poreče, nega ga prokune i Bog i 12 apostola i 4 e-
8. vanđelista i sveta Lucija. Amen. Neka onaj tko ovdje živi,
9. moli za njih Boga. Ja opat Dobrovit zi-
10. dah crkvu ovu sa svoje dev-
11. etero braće u dane kneza Kosmata koji je vl-
12. adao cijelom Krajinom. I bijaše u te dane Mi-
13. kula u Otočcu sa svetom Lucijom zajedno.

### Перевод на русский
1. Во имя Отца и Сына и Святого Духа, я
2. аббат Држиха, написал это о земле, которую
3. дал Звонимир, хорватский король, в
4. его дни Святой Луции. И свидете-
5. ли [были] жупан Десимир в Крбаве, Мартин в Ли-
6. ке, Пирибинег в Винодоле и Яков на о-
7. строве. Кто будет отрицать это, да проклянёт его и Бог и 12 апостолов и 4 е-
8. вангелиста и Святая Луция. Аминь. Кто бы ни жил здесь
9. моли за них Бога. Я, аббат Добровит, пос-
10. троил эту церковь с девя-
11. тью братьями в дни князя Космата, который вла-
12. дел всем краем. И в те дни Ни-
13. колай из Оточаца соединился со Святой Луцией.